# Drake & Josh
Drake & Josh è una sitcom statunitense creata da Dan Schneider per Nickelodeon che racconta la vita di due fratellastri, Drake Parker (Drake Bell) e Josh Nichols (Josh Peck), perseguitati dalla sorella di Drake, Megan (Miranda Cosgrove). Entrambi i protagonisti precedentemente avevano svolto ruoli in The Amanda Show, anch'essa creata da Schneider. Negli Stati Uniti, è andato in onda in prima visione dall'11 gennaio 2004 al 16 settembre 2007. In Italia, è andato in onda in prima visione dal 9 maggio 2005 al 20 gennaio 2009. Ritorna in tv in replica su Super! il 17 aprile 2023.
Un film TV intitolato Buon Natale, Drake & Josh è andato in onda negli Stati Uniti il 5 dicembre 2008 e in Italia il 22 dicembre 2013. 
Il successo della serie ha permesso a Schneider di realizzare, tramite la sua compagnia di produzione Schneider's Bakery, altri celebri show per Nickelodeon, ovvero Zoey 101, iCarly, Victorious, Sam & Cat, Henry Danger e Game Shakers.

## Episodi
| Stagione         | Episodi | Prima TV originale | Prima TV Italia |
| ---------------- | ------- | ------------------ | --------------- |
| Prima stagione   | 6       | 2004               | 2005            |
| Seconda stagione | 14      | 2004               | 2005            |
| Terza stagione   | 17      | 2005-2006          | 2006-2007       |
| Quarta stagione  | 20      | 2006-2007          | 2008-2009       |

## Personaggi
- Josh Nichols, interpretato da Josh Peck, doppiato da Alessandro Rigotti.
Josh è un ragazzo intelligente ed è il protagonista della serie portato per lo studio, ma sfortunato con le ragazze: è praticamente il contrario di Drake. Cerca sempre di fare la cosa giusta. Lavora al cinema Première, assieme al capo Helen Ophelia Dubois, dove vende popcorn e dolci. Nei primi episodi è visibilmente sovrappeso, ma nel corso della serie diventa decisamente più snello. È un fan di Oprah Winfrey. Come Drake è vittima degli scherzi di Megan. Si fidanzerà con quella che era la sua rivale, Mindy.
- Drake Parker, interpretato da Drake Bell, doppiato da Leonardo Graziano.
Drake è un ragazzo popolare ed è l'altro protagonista della serie. Affascinante e fortunato con le ragazze, anche se non si impegna mai con nessuna, ma anche pigro e svogliato; non va bene a scuola, al contrario di Josh, e passa il suo tempo a scrivere canzoni e a suonare la sua chitarra elettrica. È odiato dalla professoressa d'inglese, la signora Hayfer, senza capirne la ragione. Come Josh è sempre vittima degli scherzi di Megan.
- Megan Parker, interpretata da Miranda Cosgrove, doppiata da Tosawi Piovani.
Megan è la sorella di Drake e sorellastra di Josh. Mentre alla madre e al patrigno appare come dolce e innocua, quando è sola con Drake e Josh combina scherzi e trappole a loro danno. I due fratelli hanno più volte tentato di far capire ai genitori che Megan è malvagia, ma senza successo. Megan possiede un'incredibile varietà di marchingegni nella sua stanza dietro a un poster, stanza che compare attraverso un pulsante nascosto dietro un quadretto affisso sulla parete. Anche se non sembra, è molto affezionata ai suoi due fratelli.
- Walter Nichols, interpretato da Jonathan Goldstein, doppiato da Marco Balbi.
Padre di Josh e patrigno di Drake e Megan. Lavora come meteorologo e sbaglia continuamente le previsioni. Goffo, tonto e ingenuo, Drake e Megan lo chiamano continuamente "Walter" anziché "papà". Ha un rivale meteorologo, Bruce Winchill, che gli soffia molti premi ai quali Walter tiene molto.
- Audrey Parker-Nichols, interpretata da Nancy Sullivan, doppiata da Patrizia Salmoiraghi.
Madre di Drake e Megan e matrigna di Josh, è una classica casalinga. Dà sempre consigli a Josh, e, in qualche occasione, a Megan e a Drake.
- Mindy Crenshaw, interpretata da Allison Scagliotti, doppiata da Stefania De Peppe.
È per le prime due stagioni la rivale numero uno di Josh dato che lo umilia in ogni genere di concorso scolastico. Successivamente i due grandi rivali, a sorpresa, si fidanzano diventando una bella coppia. In seguito i due si separano perché Josh tiene nascosta la loro relazione a Drake. Quindi Mindy, non sopportando che Josh nasconda il loro amore alla propria famiglia, decide di mollarlo. I due si rifidanzeranno ancora e si separeranno in seguito alla dichiarazione d'amore di Mindy nei confronti di Josh che la prenderà come una scusa per distrarlo dalla gara di scienze. Mindy e Josh si riuniranno nell'ultima puntata al momento delle nozze di Helen capa di Josh.
- Craig Ramirez ed Eric Blonowitz, interpretati da Alec Medloc e Scott Halberstadt, doppiati da Massimo Di Benedetto e Davide Garbolino.
Craig ed Eric sono i due maggiori sfigati della scuola, molto spesso usati da Drake e talvolta da Josh. Spesso Drake non sa distinguere chi sia l'uno e chi sia l'altro, quasi sempre volontariamente.
- Helen Dubois, interpretata da Yvette Nicole Brown, doppiata da Loredana Nicosia.
 La responsabile del cinema dove lavora Josh e di solito molto severa con quest'ultimo. Al contrario, è innamorata pazza di Drake.

## Diffusione
Ecco le reti televisive nazionali che hanno trasmesso la sitcom:
| Stati Uniti d'America | Nickelodeon |
| Italia                | Nickelodeon |
| Francia               | Nickelodeon |
| Svizzera              | Nickelodeon |
| Liechtenstein         | Nickelodeon |
| Austria               | Nickelodeon |
| Germania              | Nickelodeon |
| Singapore             | Nickelodeon |
| Giappone              | Nickelodeon |
| Spagna                | Nickelodeon |
| Corea del Sud         | Nickelodeon |
| Regno Unito           | Nickelodeon |